# 橋

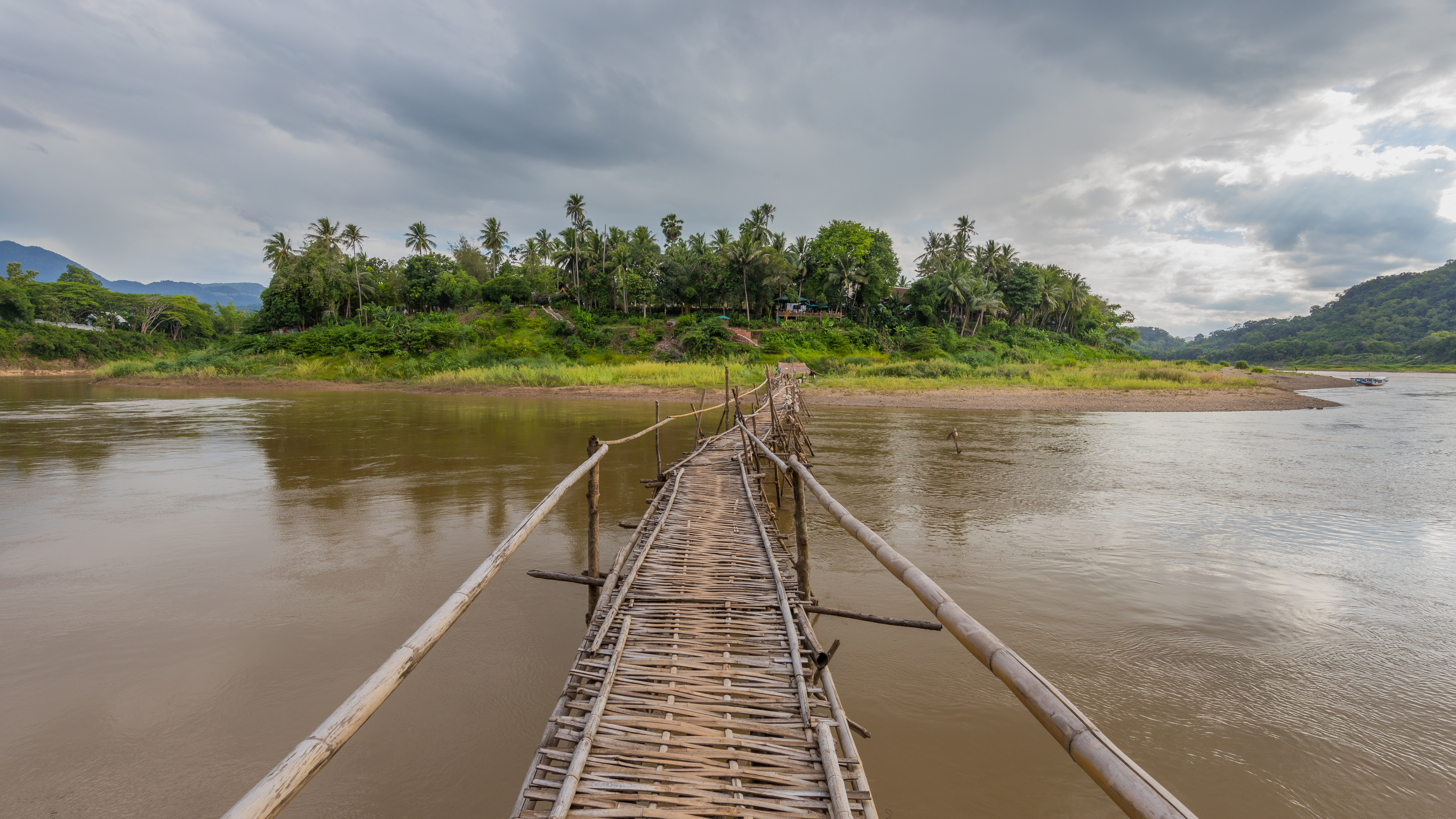
ラオスの仮設木橋

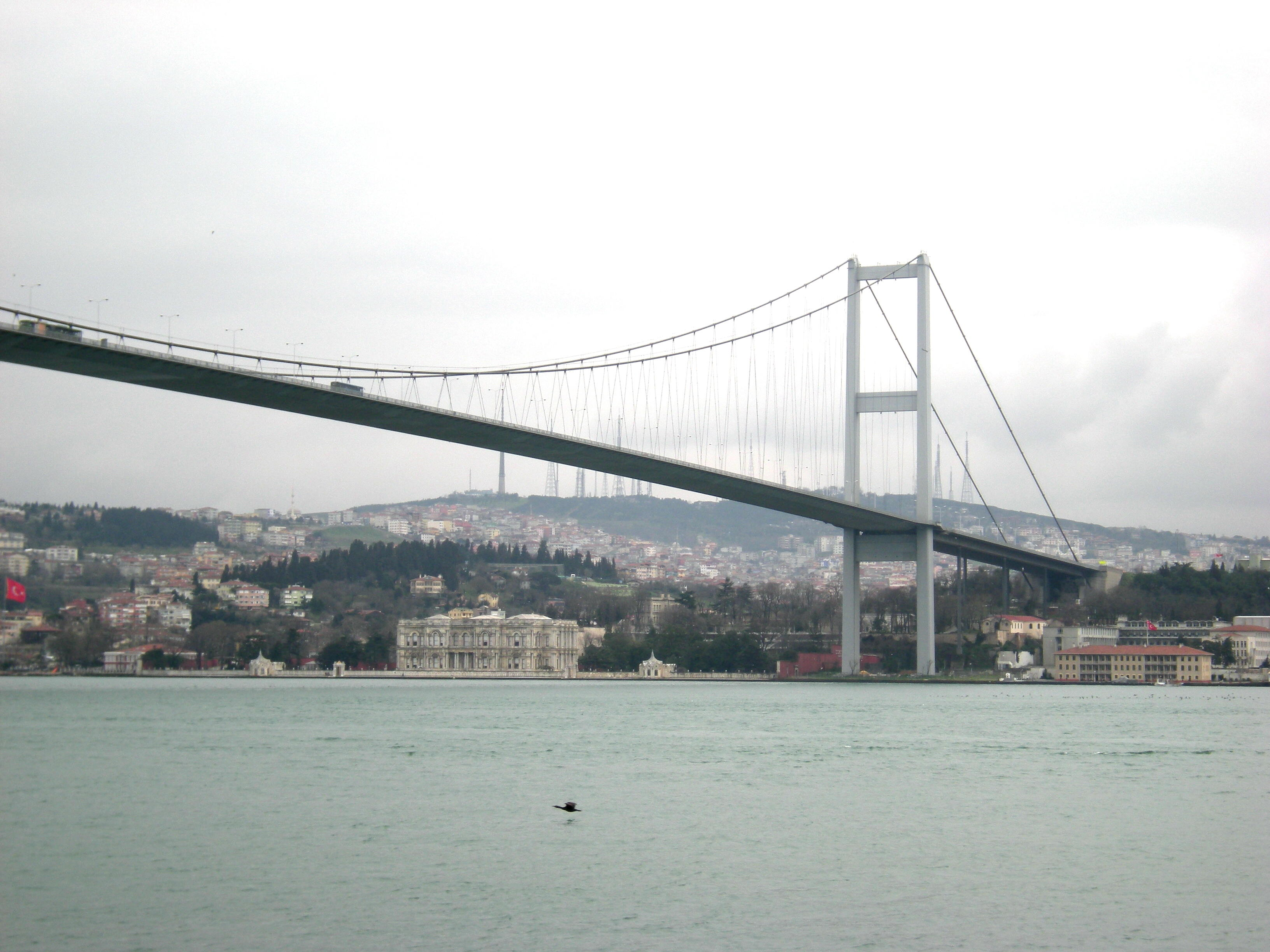
トルコ、イスタンブールのボスポラス大橋

橋（はし、英: bridge）は、地面が下がった場所や何らかの障害（川など）を越えて、「みち」（路、道） のたぐい（通路・道路・鉄道など）を通す構築物である。工学上は橋梁 (きょうりょう) という。

## 概説
橋というのは、何らかの障害を越えて、路や道を通す構築物である。橋が通す「路」のたぐいには、道路や鉄道のほか水路もある。橋が越える障害には、河川、湖沼、海峡、湾、運河、低地などのほか、他の交通路（他の鉄道や他の道路類）や他の構造物など、さまざまなものがある。

## 歴史

### 古代の橋
紀元前4000年（紀元前40世紀）頃のメソポタミア文明では石造のアーチ橋が架けられている。紀元前2200年頃、バビロンではユーフラテス川に長さ 200 m のレンガ橋が架けられた。

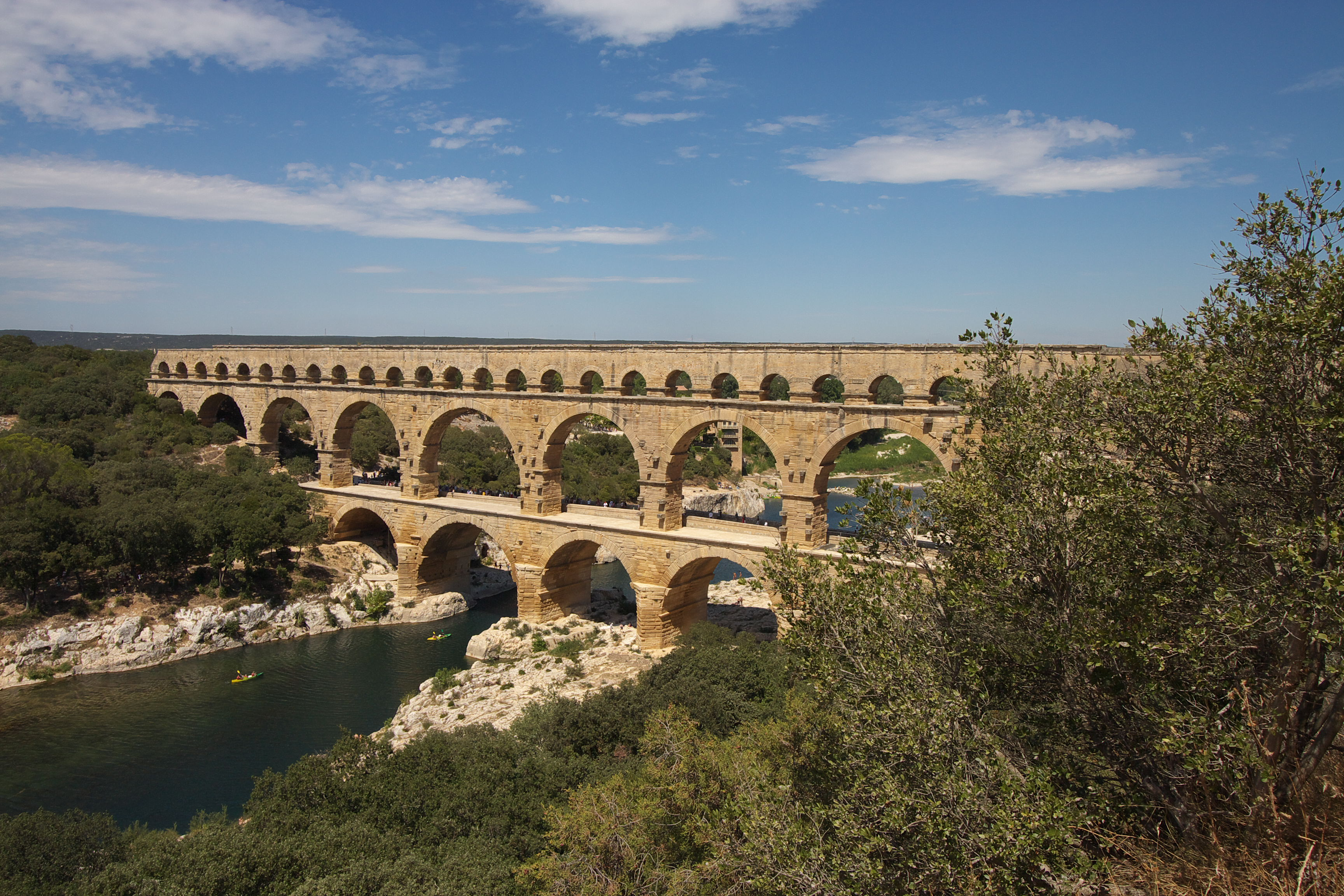
ポン・デュ・ガール。古代ローマ帝国の水路橋。西暦50年ころに建造。ガルドン川にかけられており、当時のガリアの地、現在のフランスのガール県ニームあたりに位置する。

なおアーチ橋の架橋技術は、古代メソポタミア地方で発祥した技術が、世界に伝播して西洋と東洋それぞれ独自に発展したとする研究が発表されている。
古代ローマ帝国は技術力や軍事力に優れ、地中海世界やガリアの地で支配地を広げ巨大な帝国となるにともなって、物資運搬（ロジスティクス、兵站）、軍が戦地へ移動する速度、水の供給、などの戦略的な重要さの理解も深まり、道路網と水道網（水路網）も積極的・戦略的に整備した結果、多数の橋が架けられ、架橋技術も大きく進歩した。現存する古代ローマの水道橋は驚くべき精度を持っている。
なおローマ教皇は英語で「ポープ」と呼ばれるが、この「Pope」の正式名称である「最高司教：Pontifex maximus」の前半部は「橋：Ponti」と「つくる：fex」から成り立っている。この名前が示すように、初期キリスト教の時代（古代ローマ時代）には橋を架けることは聖職者の仕事（聖職者が主導して行う仕事）でもあった。中国や日本でも橋は仏教僧侶が（主導して）架けることが多かったのである。
- アルカディコ橋。現存する最古の橋とされ、ミケーネ文明のもの。
- エレウテルナ橋（英語版）。スパンが3.95メートルの持送りアーチ橋。紀元前4世紀か紀元前3世紀のものと推定されており、古代ギリシア、クレタ島の都市国家エレウテルナ（英語版）によるもの。
- ローマ帝国時代の橋（現在のブルガリア南部のドレン Dolenあたりにあるもの
- ヴァレンス水道橋。ローマ帝国の水道橋。現在のトルコ、イスタンブールに位置する。

日本での記録に残っている最古の橋は、『日本書紀』によると景行天皇の時代に現在の大牟田市にあった「御木のさ小橋」（みきのさおはし）である。巨大な倒木による丸木橋とされている（ただし大きさに誇張がある。詳細は巨樹#伝説上の巨樹を参照）。人工の橋では同じく『日本書紀』によると324年（仁徳天皇14年）に猪甘津橋（いかいつのはし）が架けられたのが最古とされている（現在の大阪市にあたる場所にあったと推定されている）。また、624年（推古天皇32年）に道昭が京都の宇治川に宇治橋を、726年（神亀3年）には行基が山崎橋を架けるなど、古くは僧侶が橋を架けたことが知られている。これは僧侶が遣隋使や遣唐使として中国に渡り技術を学び独自の高度な知識を持っていたことや、その知識を使って庶民の救済の一環として土木事業を指導したことによる。

### 中世ヨーロッパの橋
中世でも、中規模程度の石造りのアーチ橋は造られ続けていた。戦乱の続いた時代では橋は戦略上重要な拠点となるため、守備用の塔が付属して建てられたり、戦時に敵の進軍を妨害するため簡単に壊せるようになっていたりする橋も多い。
ルネサンス期になると扁平アーチが開発され、軽快な石橋が建設されるようになった。

### 中世・近世日本の橋
明治時代中葉まで、日本の橋の大部分は民間組織によって維持され、メンテナンス技術も民間に広く知られていた。近代以前まで木造の橋がほとんどで、石造は一部地域以外を除いて普及しなかった。これは、素材の入手しやすさ、石では川の流れを堰き止めてしまうこと、陸路での大量輸送が行われなかったため橋への加重が重視されなかったなどが挙げられる。
鎌倉時代、それ以前と同様に僧侶の勧進活動の1つとして、重源による瀬田橋や忍性による宇治橋の再建などが行われた。これは人々の労苦を救うとともに架橋を善行の1つとして挙げた福田思想の影響によるところが大きいとされている。
戦国時代の武将たちは、戦略・戦術上重要である築城に必要な土木技術を向上させ、大きな集団を組織・運営する能力もあり、大工を一時的に雇うだけでなく、土木技術を担う職人集団を自ら養成したので、その技術と技術者・作業員の集団が橋の建造にも次第に活かされるようになった。たとえば織田信長は、軍事・戦略的な意図もあり、それまで簡易的な橋でしかなかった瀬田の唐橋を本格的な橋に掛け変えた。また豊臣秀吉は大坂城の掘に「極楽橋」という橋を建造した。
鎌倉時代・戦国時代までの日本では木造の橋がほとんどであった。
（日本が本格的に武家の世になった）安土桃山時代から江戸時代に入るとようやく、都市部や街道において橋の整備が進められるようになった。

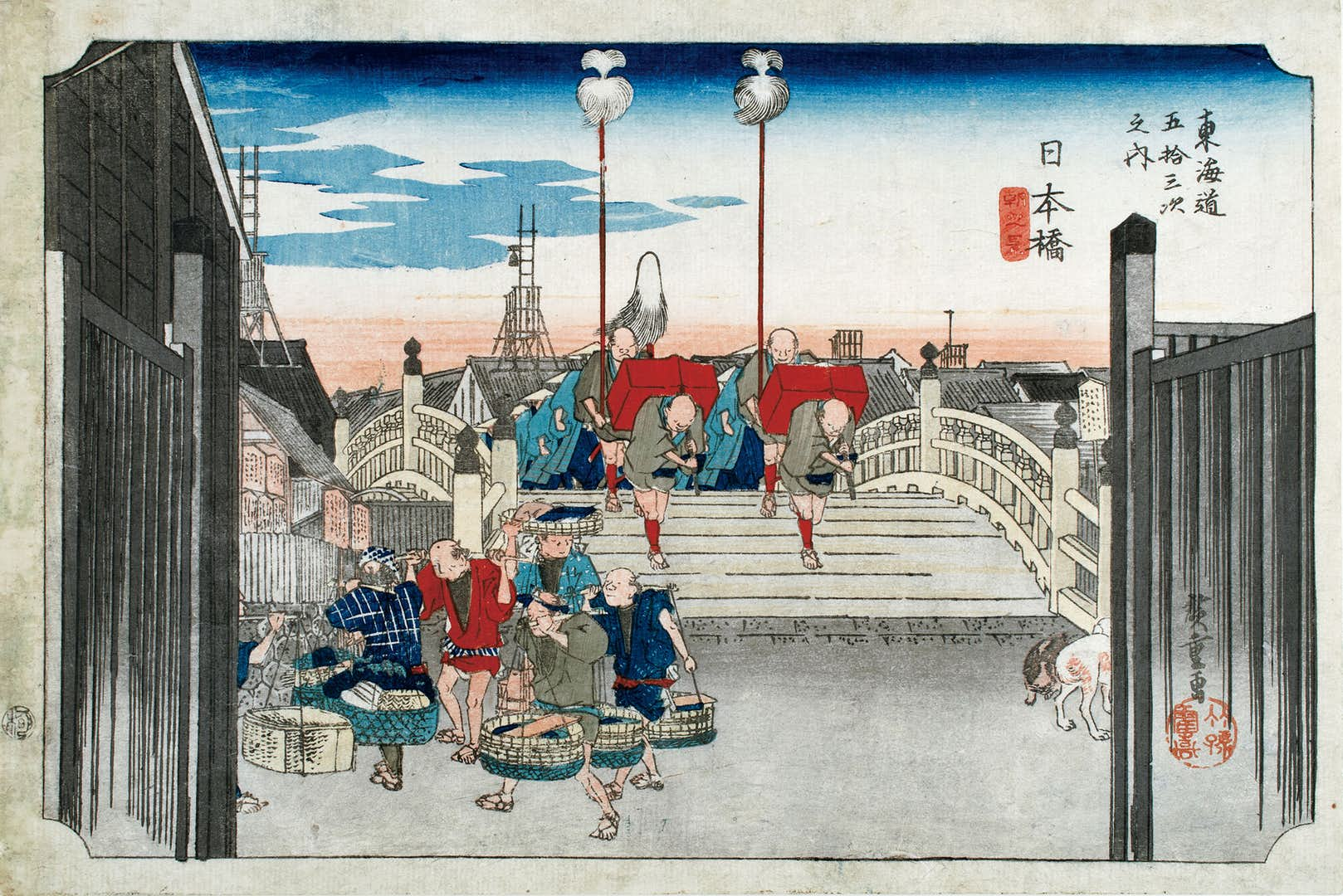
日本橋の浮世絵。（歌川広重『東海道五十三次』の「日本橋」）

江戸時代の大都市には江戸幕府が管理した橋と町人が管理して一部においては渡橋賃を取った橋が存在し、それを江戸では「御入用橋」と「町橋」と呼び、大坂では「公儀橋」と「町人橋」と呼んだ。
江戸時代には九州や琉球では大陸文化の影響を受け、石造りの橋が多く作られるようになった。たとえば明出身の僧侶如定による長崎の眼鏡橋の造営があり、江戸時代末期に作られた肥後国の通潤橋は同地方の石工らによって様々な工夫がされたことで知られている。また、石積みの橋桁と木製のアーチを組み合わせた周防国岩国の錦帯橋など、中小河川における架橋技術の発達を示す例が各地でみられるようになった。
この他、八橋と言って、川底が浅い場所に杭を打ち、その杭の間に板を渡すという方法で作られたために、川の途中で曲がりくねった構造をした木造の橋が作られたこともあった。なお、2016年時点の日本においても「八橋」と言う地名が複数残っている。

### 産業革命後の橋

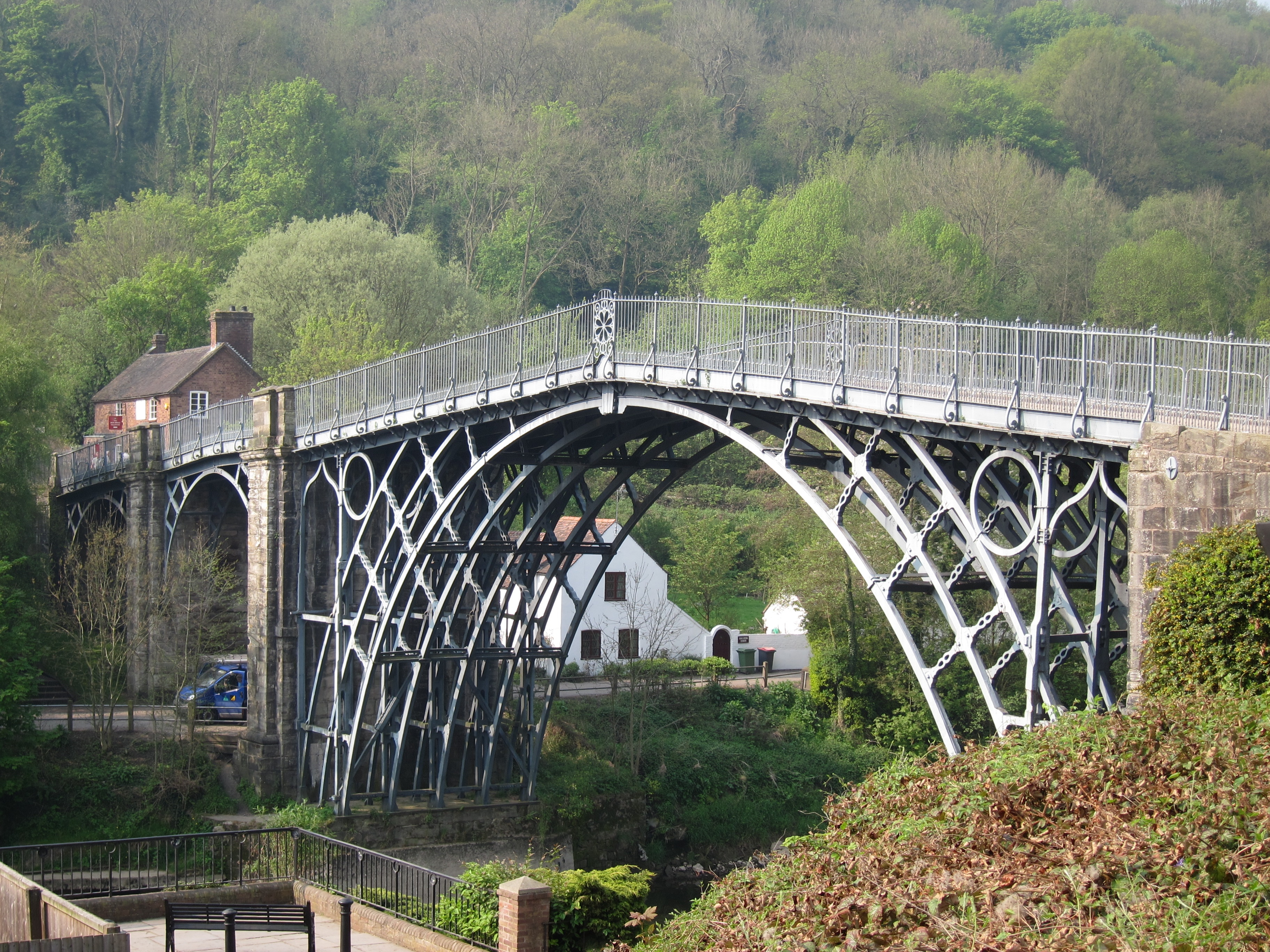
アイアンブリッジ

18世紀末期から19世紀にかけて、産業革命によって生産量が増えた鉄を用いた橋が出現する。鉄の量産により橋梁技術が飛躍的に向上し、橋脚と橋脚の間隔を示す支間長（スパン）が大幅に伸びて長大橋が建設されるようになる。初めは銑鉄を用いた全長30 mの橋がイギリスで架けられ、製鉄技術の改良により鋼を用いた橋が誕生する。1873年には鉄筋コンクリートを用いた橋がフランスで初めて架けられ、その後全世界に普及する。日本で最初の鉄橋は、1868年（慶応4年）に長崎の眼鏡橋が架かる中島川の下流にオランダ人技師の協力を得て架けられたくろがね橋である。純日本国産の鉄橋第1号は、1876年（明治11年）に東京の楓川に架けられた弾正橋であり、鋼橋としては、1888年（明治21年）に完成した東海道本線の天竜川橋梁が日本初である。さらに鉄道網の進展、自動車の普及と交通量の変化に合わせて重い活荷重に耐えられる橋が要求されるようになって、1900年代に入ってから鉄筋コンクリート製の橋も造られるようになった。また、経済の急速な発展に伴い、経済的で短い工期の工法が重視された。

### 現代の橋
橋に求められる基本的な要件は、橋に掛かる荷重を支えること及び通行する車両等の荷重が掛かったり、振動が長期に繰り返されたりしても変形が大きくなり過ぎないことである。さらに、地震や台風の多い日本では、地震発生時及び台風通過時の安全性を確保することも重要になる。また現代の橋には、実用性だけではなく、デザイン性も求められる。大きく目立つ橋はその地域のシンボルになりうるため、構造物自体のデザイン性や周囲と調和するデザインを有していることが望ましい。
現代の橋には、構造の強さだけでなく、需要に即した規模、気象条件、景観を含めた周辺環境への配慮、経済性、ライフサイクルコストも考慮した設計が要求される。
現在の日本の橋
現在の日本には、全国でおよそ72万6千の橋がある。
近年まで橋の定期点検が十分に行われていなかったため、老朽化を要因とする事故が相次いだ。2007年（平成19年）11月には吉野川水系の日開谷川の支流の1つである大影谷川にかかっていたトラス橋が、自動車通過中に落橋するという事故が起きた。この事故後の調査で、この橋も定期的な管理がなされていなかったことが判明した。
こうした事故を受け、2012年（平成24年）に道路法が改正され、道路管理者は管理する全ての橋梁について、5年に1度近接による目視で点検を行い、健全性を診断することにした。橋の定期点検をすることで、橋の安全性を確保し、点検結果を元に橋梁長寿命化修善計画を策定することで、橋の計画的な長寿命化及び更新を図っている。

#### 現代の橋の一般的な構造

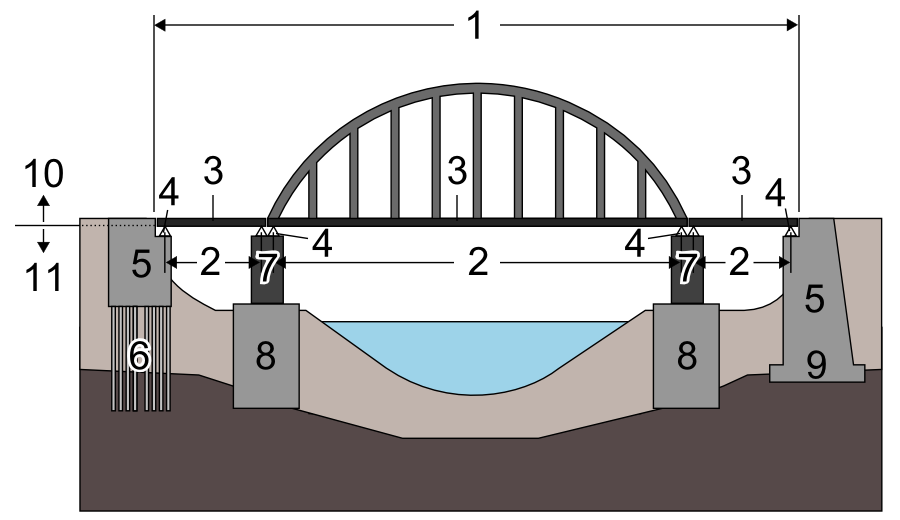
側面
1.橋長（きょうちょう） 2.支間（しかん） 3.橋桁（はしげた） 4.支承（ししょう） 5.橋台（きょうだい） 6.杭基礎 7.橋脚（きょうきゃく） 8.ケーソン基礎 9.直接基礎 10.上部構造（じょうぶこうぞう） 11.下部構造（かぶこうぞう）

橋梁には、大きく分けて上部構造と下部構造がある。
上部構造

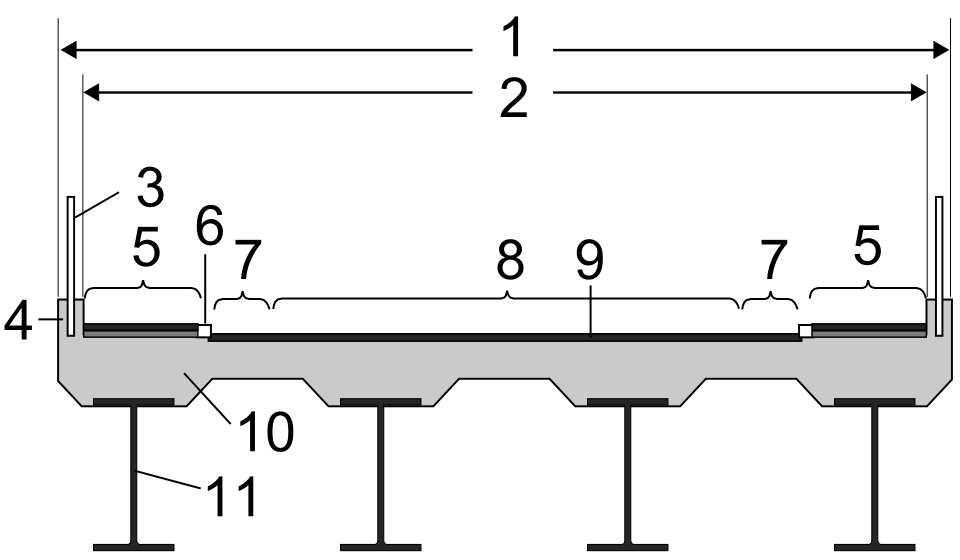
断面（道路橋）
1.全幅（ぜんぷく） 2.有効幅員（ゆうこうふくいん） 3.高欄（こうらん） 4.地覆（じふく） 5.歩道、歩道幅員 6.縁石（えんせき） 7.路肩（ろかた）、路肩幅員 8.車道 9.舗装 10. 床版（しょうばん）11.主桁

上部構造は、床構造と主構造から成り立つ。床構造は床版（しょうばん）や床組（ゆかぐみ）によって形成され、通行する交通を支える役目を持つ。主構造は主桁など、床構造を支えて荷重を下部構造に伝達する役割がある。
吊橋や斜張橋では主塔やケーブルも上部構造に含まれる。さらに、車両や人などが橋から落下するのを防ぐ高欄（こうらん、欄干・らんかん）や自動車防護柵、照明柱などの付加物、下部構造とをつなぐ支承（ししょう）や道路と橋梁の境にあたる伸縮継手も上部構造に含まれる。
下部構造

下部構造は上部構造を支え荷重を地盤に伝達する橋台（きょうだい）と橋脚（きょうきゃく）、それらを支える基礎（きそ）を指す。橋の両端に設置されるものを橋台、中間に設置されるものを橋脚と呼ぶ。基礎には直接基礎、杭基礎、ケーソン基礎などの形式がある。

## 橋の種類
橋には、用途や材料、橋床の位置、橋桁構造、可動するかどうかなどにより、様々に分類される。用途別、材料別、構造形式別によって分類が行われる。
それぞれ長所と短所があり、橋の用途や長さに建設コストの要素が考慮されて決定される。

### 形式別
橋の構造形式には以下のような種類がある。なお、主な部材に働く力については、構造力学、材料力学、力学などの項目を参照のこと。
- ビーム橋 - 両端を橋脚などで支持したビーム（梁）を使い造る橋。ビーム橋は橋の形式として最も一般的なものである[17]。なお日本語では（次に説明する）桁橋と混同してしまう人がいるが、英語では桁橋とは区別することがある。渡る距離が比較的短い橋ではこのビーム橋方式が採用されることが多い。全長が長い橋をビーム橋方式で建造する場合は、ビームを縦に連続的に配置して建造する。長いビーム橋では全長が数十キロメートルに及ぶものもある。

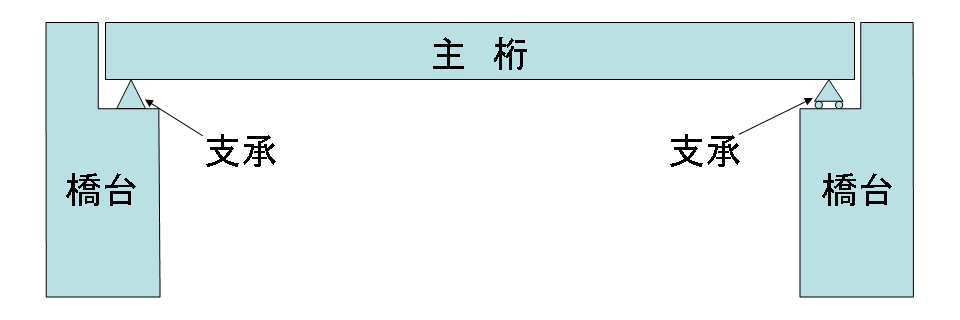
桁橋

- 桁橋桁橋 - 2つあるいは3つ以上の支点上に水平に桁を架け、その上あるいは内部を通行する橋。桁には曲げモーメントにより主桁内部の上側に圧縮応力が発生、下側に引張応力が発生する。材料には鋼、コンクリート、木材などが用いられ、I形、箱形、T形などの断面がある。一般に荷重を主として負担する主桁と通行路を造る床版は異なる部材だが、比較的小規模のコンクリート橋では床版が主桁としての役割も果たす床版橋（スラブ桁橋）もある。また、吊橋の桁は補剛桁と呼ばれる。建設費が比較的安価なことから、（近年の日本では）最も多く採用される形式[16]。

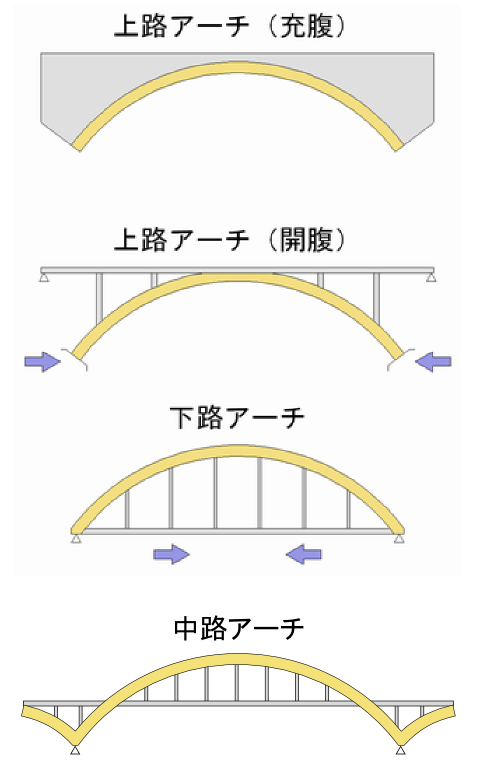
アーチ橋のいくつかのタイプ

- アーチ橋のいくつかのタイプアーチ橋 - アーチつまり「上向きに凸な弧」を用いた橋であり、アーチ部分（アーチリブ）には大きな圧縮力と比較的小さな曲げモーメントが作用する。素材としては石材の他に、コンクリートや鋼、さらに材木も可能である。古代や中世でも、また19世紀や20世紀でも造られて続けた石橋（石材を建築材料にした橋）で最も一般的な構造である。アーチと路の上下の位置関係で4種類ほどに下位分類がされており、石橋のようなアーチの上を路が通るアーチ橋は「上路アーチ」という。鋼材を用いるようになってからは、鋼材アーチの下に路をつくり路を吊るような構造の「下路アーチ」も増えた。東京都中央区の日本橋（1911年完成）もアーチ橋（石造り、2連）、隅田川にかかる永代橋（1926年完成）もアーチ橋（スチール製）であり、街中でも広く見かけられる形式である。「深い渓谷など、橋脚を造ることが困難な場所で採用されることが多い形式」[16]。

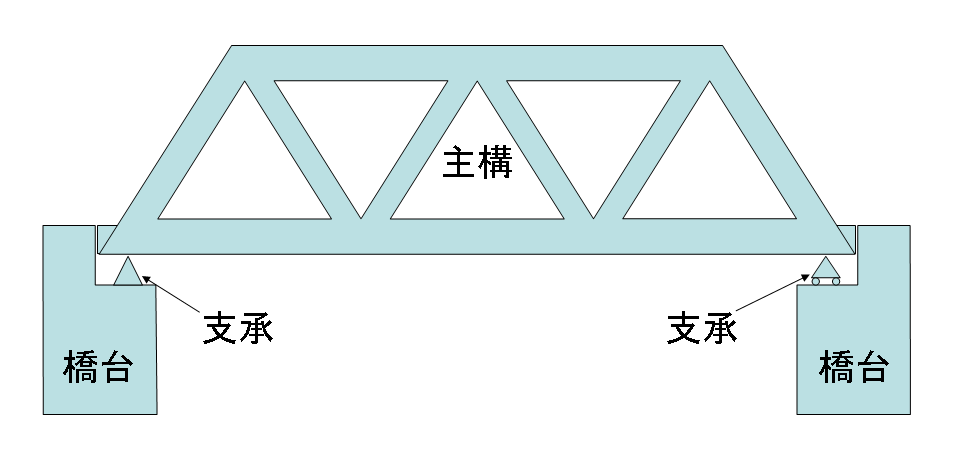
トラス橋

- トラス橋トラス橋 - 棒状の部材を三角形に組み合わせ交点（格点と呼ぶ）をピンで結ぶトラス構造を用いた橋。鉄道橋に多い形式[16]。トラス部材には軸力（圧縮力または引張力）のみが作用する。ただし、実際にはピン結合ではなく剛結とすることが多く、この場合トラス部材には曲げモーメントも作用する。材料には鋼や木がよく用いられる。トラス構造は、使用部材を減ずる目的で断面2次モーメントを極大化させるため、桁構造と比して鉛直方向に構造が大きくなる。特に下路式の場合は、構造下面と路面や軌道面との間の高さを減ずることが可能であることから、桁下に余裕の無い箇所や取り付け部での縦断勾配の得づらい箇所での採用例も多い。トラス部材の配置によって以下のような分類がある。平行弦ワーレントラス、曲弦ワーレントラス、垂直材付きワーレントラス、プラットトラス、ハウトラス、Kトラス。

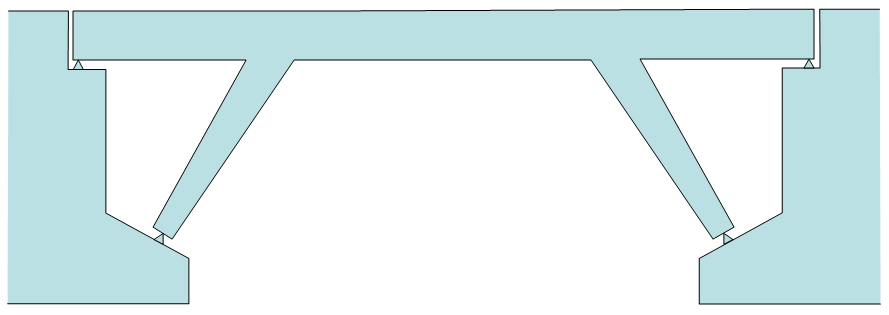
方丈ラーメン橋

- 方丈ラーメン橋ラーメン橋 - 橋脚と主桁が剛に結合された骨組（ラーメン）構造を用いた橋。ラーメンはドイツ語 Rahmen （鋼節骨組）に由来する[16]。部材には軸力、せん断力と曲げモーメントが作用し、材料としてはコンクリートあるいは鋼が用いられる。構造力学の観点からは、ラーメン構造は力の釣り合い方程式の数より未知反力の数の方が多い不静定構造である。これにより過大な荷重によってある部材が大きく変形しても落橋は免れたり、橋脚上に支承がなく上部構造がずれ落ちたりすることがないため耐震性の高い構造と考えられている[16]。

吊橋

- 吊橋 - ケーブル、ロープなど曲がりやすいが引張強度が大きい部材から桁あるいは床版を吊り下げた橋を呼ぶ。近代以降の大規模な吊橋は、両岸にケーブルを繋ぎ留めるアンカーブロックやアンカレイジと呼ばれる構造とその間に（通常2本以上の）主塔を設け、その上に張り渡したメインケーブルから通行路となる桁を吊り下げる形式を採る。ケーブルには引張力、主塔には圧縮力が作用する。アンカレイジはケーブルに生じる引張力に対してその質量および底面の摩擦力によって抵抗する。なお、主塔とケーブルが接触する主塔頂部のサドルの形状を固定式とする場合、荷重の偏在によっては主塔に曲げ応力が生じる場合がある。ケーブルには高強度の鋼、主塔には鋼やコンクリートが主に用いられる。アンカレイジを用いず桁の両端でメインケーブルを固定する「自碇式吊橋」「自定式吊橋」という形式もあるが、橋桁に大きな圧縮力が働くので設計が複雑になる。床版をメインケーブルと一体化し、主塔を使わず橋台から直接吊り下げる「吊床版橋」というものもある。床版をそのまま通路とする「直路式」、桁を載せる「上路式」、上路式の派生として、床版と桁の両端を固定してアンカーブロックを不要とした「自碇式」がある。

斜張橋

- 斜張橋 - 吊橋の一種で、支点となる主塔から斜めに張ったケーブルで橋桁を吊ったもの[16]。主塔上部から斜めに伸びた多数のケーブルが橋桁などの鉛直荷重を受け持つとともに、桁に対して圧縮力となる軸力を導入する。ケーブルには引張力が生じるため、鋼製。主塔には圧縮力が働き、桁には曲げモーメントと軸力が作用するため、コンクリートが用いられることが多いが、軟弱地盤の場合は主塔にも鋼構造が用いられる。また、主塔の設置箇所の制限から、中央径間と側径間との延長のバランスが悪い場合、主塔に曲げ応力が生じるのを回避するため、単位長さ重量の大きいコンクリートと小さい鋼とを組み合わせた複合構造を用いることもある。ケーブルの張り方によって、主塔側面の異なった高さから斜め平行に張られる「ハープ」と主塔上部の一点から放射線状に張られる「ファン」の2つの形式があるほか、張る面を桁中央（道路の場合は中央分離帯）に寄せる1面吊り、桁側端に分離する2面吊り、1面に2条近接させる形式など、様々なバリエーションがある。[4]。美観に優れることから、近年採用例が増えつつある[16]。
- エクストラドーズド橋 - 外ケーブルを用いたプレストレストコンクリート橋の一種。比較的高さの低い主塔から斜材（外ケーブル）により主桁を支持する構造。外ケーブルが構造断面の外側に飛び出していることから「大偏心外ケーブル構造」とも呼ばれる。外観は斜張橋に類似しているが、主桁の剛性が高く構造としては桁橋に近い。また、斜材ケーブルの角度が小さいことから、活荷重の影響による斜材の張力変動が小さく疲労に対して有利であり、斜張橋に比べ斜材ケーブルの張力を高く取ることができる。さらに低い主塔と相まって、建設コストを低く抑えることができ、近年は鉄道、道路を問わず、採用例が増加している。

### 材料別
主要構成部材の材料により、以下のような種類がある。
- 石橋 - 石材を用いた橋の総称[18]。古代から近代まで使われている、橋の建築材料。石材は圧縮力に対して強いが、引張力に対して弱いという特性を備えているので、主にアーチ橋で用いられる[19]。一度造ると数百年や千年以上の耐久性があり、紀元前に造られた石橋が現存していて今でも普通に通行に使用されている例もある。

- 木橋 - 木材を用いた橋。日本では手に入りやすい素材であり、橋の材料として古来用いられ現在でも人道橋など荷重強度が小さな橋を中心に架設例がある[18]。1990年代以降は、従来の無垢材に加えて集成材の利用も行われるようになりこれは以前の伝統的木橋と区別して「近代木橋」と呼ばれることもある。橋梁形式としては、桁橋、トラス橋、アーチ橋を中心に各種の形式がある。濡れたり乾いたりを繰り返す箇所で腐敗が進むが、防水処理を施すことで耐朽性を高めることができる。[注釈 1]

- 鋼橋 - 上部構造に鋼（スチール）を用いた橋。鋼は比強度が高く、弾力性に富む[18]。発錆を防止するため塗装が必要[18]。塗装を怠ると錆で劣化が急速に進む。
- 鉄橋 - 上部構造に鉄を用いた橋。鋼（スチール）製の橋が登場する以前の鉄の橋が鉄橋であるが、後から登場した鋼橋も含めて漠然と「鉄橋」と呼ぶ習慣が残った。大正時代や昭和初期など鉄道橋は主に鉄橋（鋼橋）で造られたので、今でも「鉄橋」を「鉄道橋」とほぼ同義のように使う人が一部にいる。
- コンクリート橋 - 橋の上部構造がコンクリート製の橋。コンクリートは圧縮強度に比べて引張強度がおよそ 1/10 と低く弱いため、引張応力を鋼材で負担する鉄筋コンクリートや、PC鋼材によりあらかじめ圧縮力を与え引張応力を打ち消すプレストレスト・コンクリート(PC)を用いる。近年のコンクリート橋はアーチ橋やごく小規模なものを除き、ほとんどがPC橋である。
  - 鉄筋コンクリート橋（RC橋）
  - PC (Prestressed Concrete) 橋
  - PPC (Partialy Prestresssed Concrete) 橋 - PC橋のうち、ある程度の引張応力を許容する構造の橋。
  - PRC（プレストレスト鉄筋コンクリート）橋 - PPC橋のうち、ある程度のひび割れの発生を許容する構造の橋。日本において用いられる区分である。
  - 竹筋コンクリート橋（BRC橋） - 鉄筋の代わりに竹を用いた橋。竹材資源の豊富な東南アジア地域で見られるほか、鋼材が不足していた戦時中の日本でも架けられた。
- 舟橋 - 舟（とロープと木の板）を材料とした橋。浮橋、浮体橋とも。多数の舟をロープや鎖で繋いで対岸まで並べ、その上に板を並べて簡易的な橋とするもの。古代から用いられている橋である。日本でも古代や平安時代には造られた。古代から世界各地で軍隊が遠征した先で河川を渡らなければならない場合、しばしばこの舟橋方式で橋を造った。速やかに架橋・撤去が可能だからである。現代でもアメリカ合衆国やノルウェイでは大規模な施工例がある。現代の軍隊でもこの舟橋が使われる（たとえば92式浮橋）。日本では普段は見られなくなった。
- 土橋 - 木橋の橋面を丸太で作り、上を土でならした橋。簡素である。
- 氷橋 - 「すがばし」と読む。北海道開拓の初期から第二次世界大戦後にかけて見られた。凍結した川に丸太や枝などを敷いて雪を載せ、水をかけて凍らせる氷でできた橋。穂別町の例では、丸太を積載した馬橇が通行できる大型の橋も存在した[20]。
- 複合橋 - 異種材料や異種部材による合成構造あるいは混合構造を用いた橋。一般には、鋼部材とコンクリート部材を組み合わせた上部形式を指す。
  - 合成構造 - 古くから、床版を鉄筋コンクリート、主桁を鋼桁とした合成桁橋が古くから用いられてきたが、構造形式としてきわめて一般的であり、合成構造には含めないことが多い。近年の形式としては、
    - 鋼合成桁橋 - PC床版と鋼桁を組み合わせた橋
    - 波形鋼板ウェブ橋 - PC箱桁橋のウェブ部材に波形上に加工した鋼板を用いる橋
    - 鋼複合トラス橋 - 上床版・下床版をコンクリートとし、鋼部材による斜材を組み合わせたトラス橋

  - 混合構造としては、多径間の一部が鋼桁、他がコンクリート桁からなる橋などがある。鋼、コンクリート、木、石の他に炭素繊維やガラス繊維など比較的新しい材料を用いた複合橋も提案されている。

※なお日本では、鋼橋やコンクリート橋などが昭和30年代頃から「永久橋」などと呼ばれた。出典:国土交通省「Ⅱ．道路の老朽化対策の本格実施に向けて」 (PDF) 。

### 機能別
橋はその果たす機能により様々な名称が用いられる。大きな区分として通過交通による分類、すなわちその橋が何を渡すものであるかが挙げられる。人車の交通に限らず物体の輸送用として、専用・兼用で用いられる事も多い。橋の下が水面でない物を、陸橋と呼ぶ。
| 通過交通 および総称 | 道路     | 歩道              | 鉄道   |
| ------------------- | -------- | ----------------- | ------ |
| 通過交通 および総称 | 道路橋   | 人道橋 （歩道橋） | 鉄道橋 |
| 川・谷・海を渡る    | 橋・橋梁 | 橋・人道橋        | 橋梁   |
| 道路を渡る          | 跨道橋   | 横断歩道橋        | 架道橋 |
| 鉄道を渡る          | 跨線橋   | 跨線橋            | 線路橋 |

一般的な橋として、道路交通（自動車）を渡す道路橋、人を渡す人道橋（歩道橋）、列車を渡す鉄道橋などがあり、さらに何を渡る橋であるかによって前記の表に示す呼称が使い分けられる。なお、鉄道橋は鉄橋と略される場合もあるが、鉄または鋼を用いた橋と混同されることがある。
道路と鉄道の双方を渡す橋もあり、鉄道道路併用橋（併用橋）と呼ばれる。

## 保守・点検・防護

### メンテナンス・老朽化問題と対策
橋は例外なく屋外に設置され、気温や気象による自然環境の影響や、橋の上を通過する活荷重によって繰り返し応力が掛かる。これにより、コンクリート橋ではひび割れ・凍害、化学的侵入、摩耗、塩害、鉄筋の腐食や二酸化炭素による中性化、疲労などの劣化が生じる。また、鋼橋では特に溶接部の疲労や腐食も生じる。ひび割れに対しては樹脂やバテの注入、鋼板接着や炭素繊維による補強などが行われる。鋼橋では腐食に対してはサンドブラストで古い塗膜を除去した上で再塗装をする、き裂がある場合にはその先端部にストップホールを設けて進展を防ぐなどの方法で保守が行われる。
橋の点検は表面的な変状を目視点検し、場合によってはハンマーの打音などで手で触れることなどが行われる。こうした目視点検により、橋の舗装・高欄・排水装置・伸縮装置などの表面で分かる不具合から深部の不具合が疑われることがある。ある不具合が発見されれば、それを引き起こす原因となりうる不具合を推測する。目視点検を行いやすくするため、点検用の通路を設置する（小規模な橋の場合は仮設できるように足場を設置するための金具を設置する）、橋梁点検車で点検するなどの工夫が取られることがある。
一般に、劣化が軽度な状態で補修した方が、より劣化の進んだ状態で補修するよりも必要な費用が小さくなる。

#### アメリカ合衆国
アメリカ合衆国では、1920年代以降に造られた橋梁をはじめとした近代的なインフラが1980年代に耐用年数を超え始め、使用に制限を加えざるを得ないなど社会問題化した。このため、積極的にインフラの老朽化対策が進められるようになった。

#### 日本

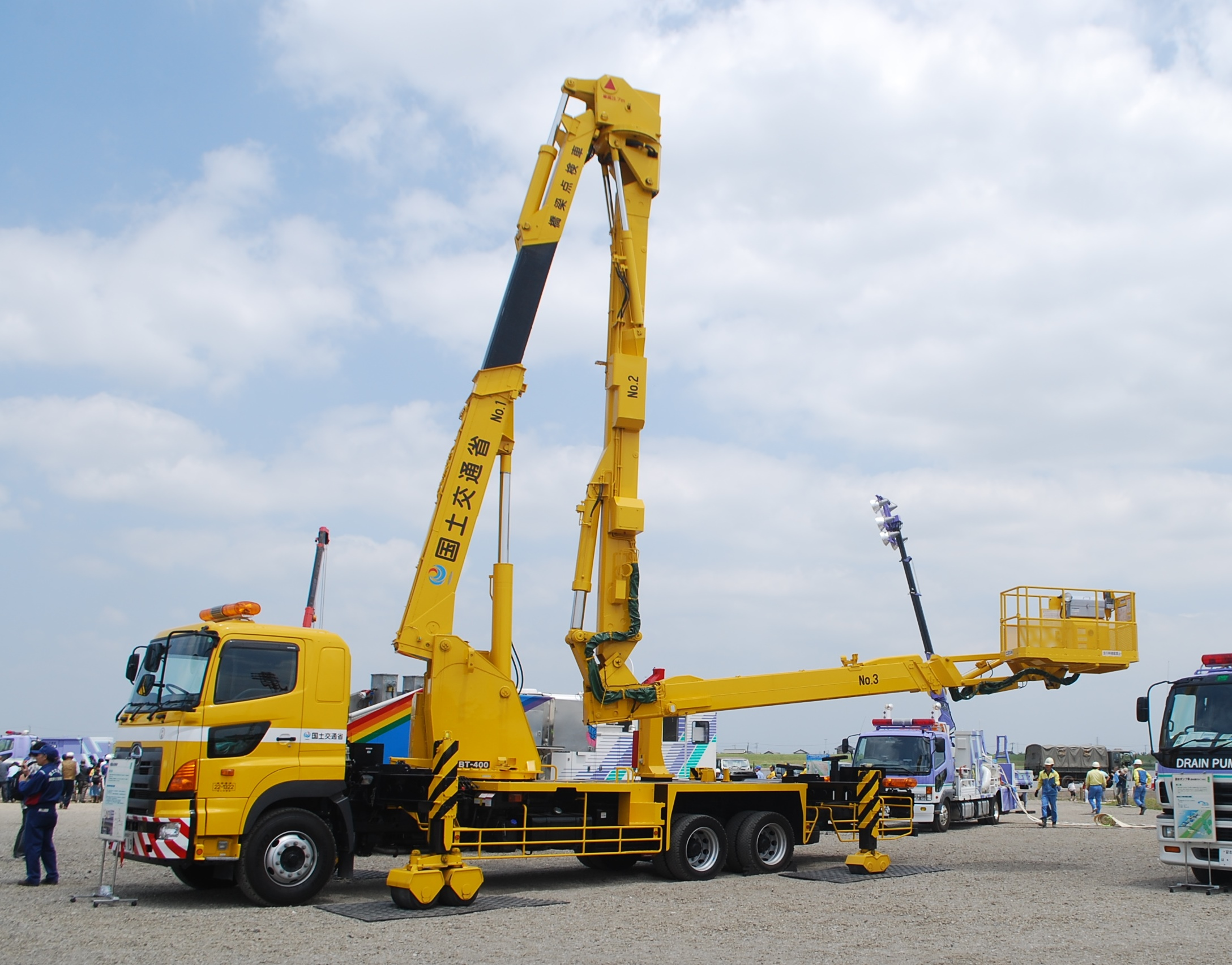
橋の下まわりを点検するために開発された橋梁点検車。

1995年の兵庫県南部地震以降、耐震設計が見直され、橋の免震や制震に関する技術が開発されて耐震補強工事に活用されるようになった。地震後に橋が落下しないように、上部工と下部工でかかり長を確保することや、支承部の移動を制限する装置や地震のエネルギーを吸収する装置の設置、桁を相互に連結させる工事などが行われてきた。
日本では2020年代以降、高度成長期に建設された橋梁をはじめとしたインフラストラクチャーの供用年数が50年を超え、前述のアメリカ合衆国同様に耐用年数が問題となる時期に差し掛かるため、政府は2013年よりインフラの長寿命化計画を立案し、順次必要なメンテナンスを進めている。限られた予算の中で長寿命化やメンテナンスを進めるため、橋が供用年数、劣化の程度、橋の重要度からメンテナンスの優先順位が定められる。
地方の小規模な橋では、建設年の記録が残っていない例もある。人口減少が著しい地域（過疎地域）では、架け替えや補修に必要な財政負担に見合う通行者数や自動車交通量が今後見込めないため、管理する自治体が撤去を決断する橋も多い。国土交通省の2018年時点集計では、撤去・廃止が決まった橋は全国で137カ所ある。
一方で、いつ、誰が設置したかを河川管理者（国や都道府県など）が把握していない「管理者不明橋」（「勝手橋」）が、日本全国の河川で多数発見されている。これらの橋は占用許可など法的手続きを経ないまま、河川管理者が定める基準を無視して設計・建造された可能性がある。迂回を嫌う地元住民の利用が多いとされるが、いずれも補修や点検が施されないまま放置されており、管理責任を曖昧なままにしておくことで、老朽化による崩落や、それに伴う事故や災害の拡大に繋がることが懸念されている。

#### イタリア
イタリアでは、2018年にモランディ橋が崩壊した際、設計の不備が疑われたほかメンテナンスが追い付いていないことも問題となった。また、イタリア国内において2013年からの過去5年間に10カ所の高架橋が崩壊していたことも報道されている。

### 橋桁の防護
高さのある車両（高さのある貨物を積載した車両やクレーンを下ろし忘れた車両を含む）が橋桁にぶつからないようにするため橋の手前に橋桁防護工という頑丈なゲートが設置されることがある。橋桁防護工に表示された制限高を超える車両の通行をゲートで阻止するための設備である。
なお、同じ目的で車両が踏切で空中の架線に引っかからないように制限高を表示して注意を促す道路の左右に渡した標識を踏切注意標という。

## 記録を持った橋
世界一高い橋
- ミヨー橋（フランス／タルン川） - 世界一高い橋。斜張橋（2004年）

世界一 幅が広い橋

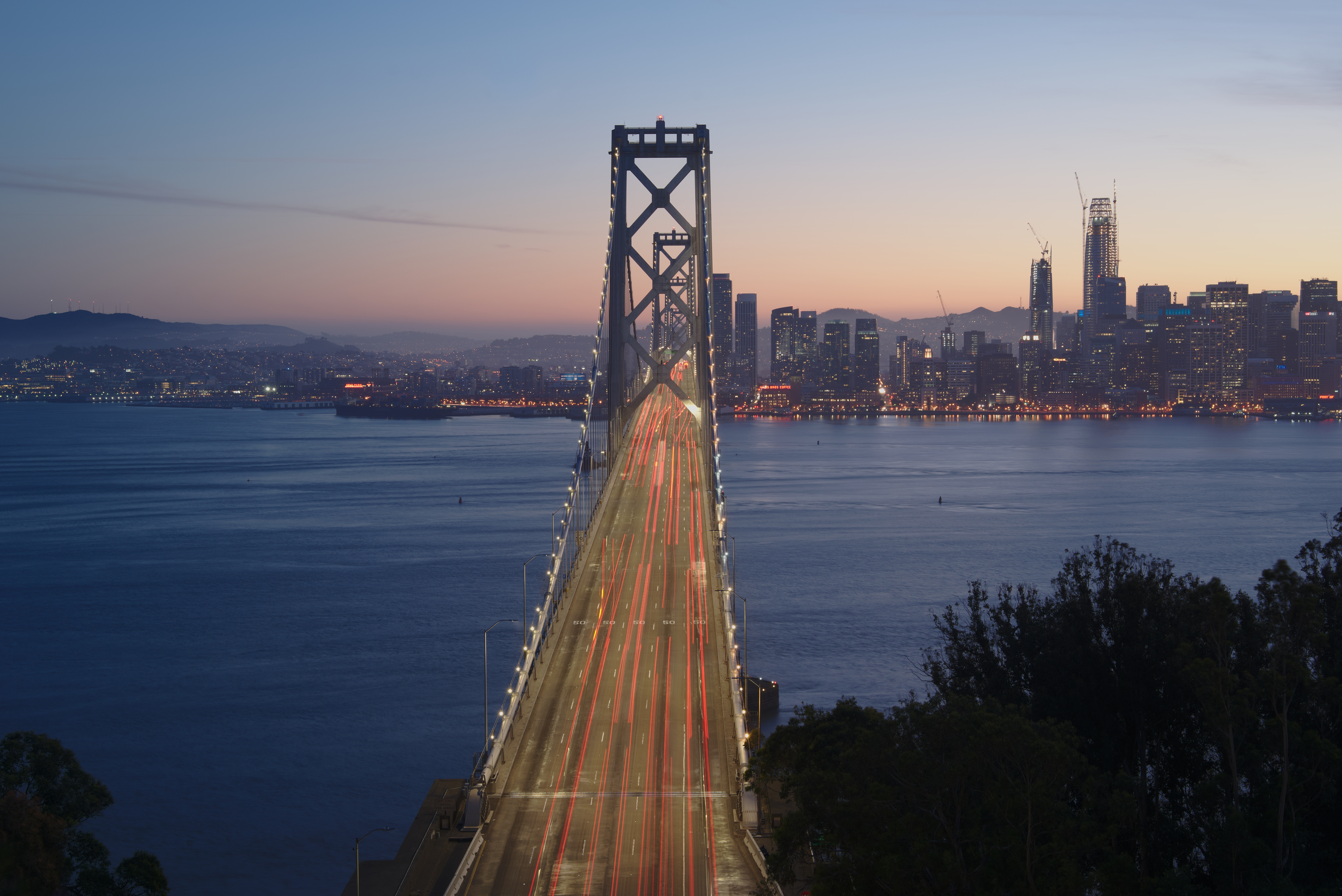
サンフランシスコ・オークランド・ベイブリッジ

- サンフランシスコ・オークランド・ベイブリッジ（アメリカ合衆国カリフォルニア州のサンフランシスコ市 - オークランド市間） デッキ部分の幅が総計で78.740メートルあり、自動車用の車線が10本および4.724メートル幅(15.5-ft)の自転車道および中央部の段差やパイロンなども含めてその幅になっている[37]。

「世界最長」の歴史
- ハーバーブリッジ（オーストラリア、シドニー） - 完成当時世界最長のシングルアーチ橋（1932年）
- ノルマンディー橋（フランス／セーヌ川） - 完成当時世界最長の斜張橋（1995年）

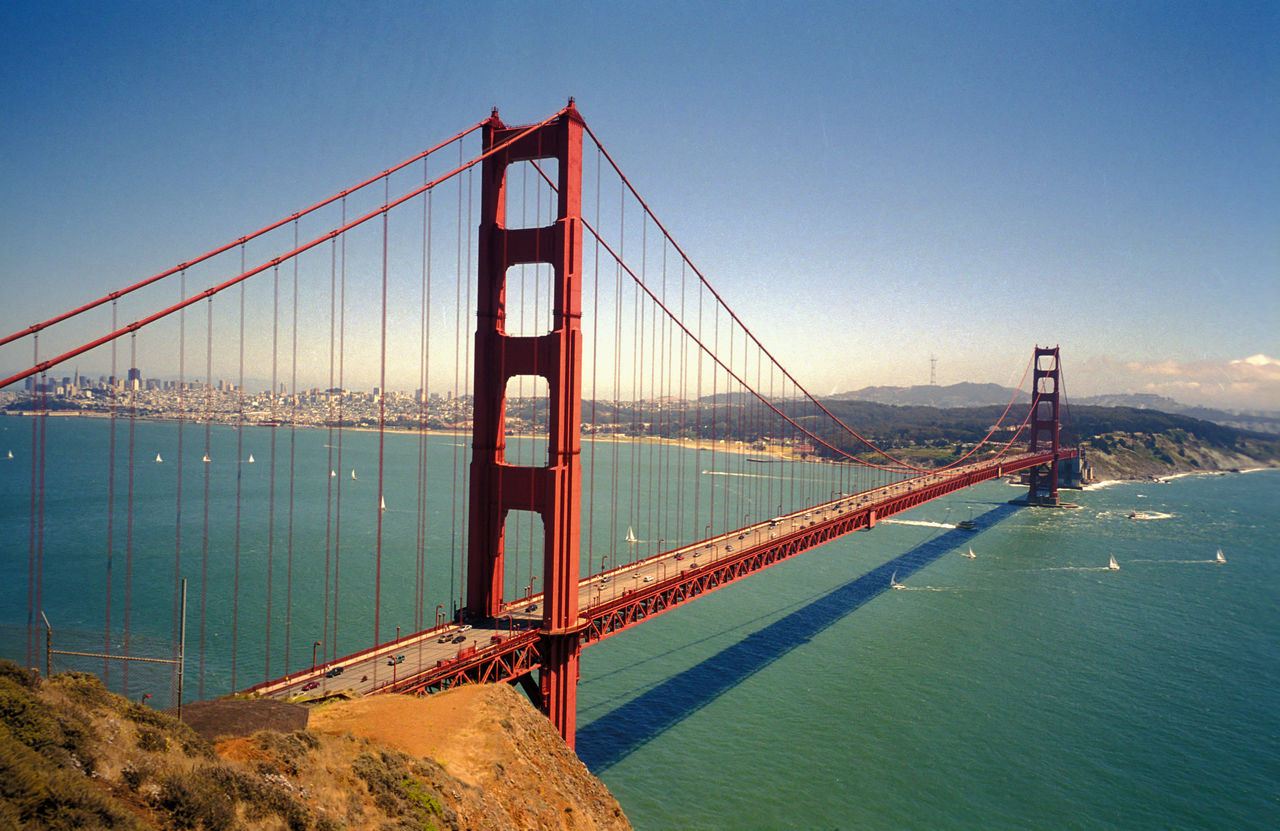
ゴールデン・ゲート・ブリッジ

- ゴールデン・ゲート・ブリッジ（サンフランシスコ） - 1937年完成。当橋は1937年の完成から27年に渡り「スパン世界一」であった橋であり、「スパン世界一　記録保持期間が最も長かった吊橋」である。（なおサンフランシスコのランドマークとなっており「世界で最も写真撮影された橋」とされている。）

現在の「世界最長」の橋
- 丹陽-昆山特大橋（中華人民共和国江蘇省丹陽市-崑山市間） - 陸上の高架橋として世界最長。ギネスブック認定[38]。全長164.8 kmで、うち9 kmの水上区間を含む。
- バーンナー高速道路（タイバンコクバーンナー区-チョンブリー県間） - 道路橋として世界最長。ギネスブック認定[39]。全長54 km。
- 港珠澳大橋（中華人民共和国広東省珠海市と香港新界離島区ランタオ島及びマカオ花地瑪堂区間）- 海上橋として世界最長。トンネル部分を含み49.968 km。
  - 上海舟山周湖橋（中華人民共和国上海市-浙江省舟山市-浙江省寧波市間） - 建設中の道路鉄道併用橋。完成すると海上橋として世界最長となる（全長130 km）[40]。
- ポンチャートレイン湖コーズウェイ（アメリカ合衆国ルイジアナ州ニューオリンズ／ポンチャートレイン湖） - 全長 38.4 km 。

| チャナッカレ1915橋 |  | 明石海峡大橋 |
| チャナッカレ1915橋 |  | 明石海峡大橋 |

- チャナッカレ1915橋 - トルコ共和国のダーダネルス海峡に掛かる吊橋で、2022年3月18日に完成し、現在「主径間が世界最長」の吊橋。
  - 明石海峡大橋（兵庫県） - 全長 3,911 m[41]（中央支間長　 1,991 m は当時世界最長だったが、上述のチャナッカレ1915橋に抜かれ、「主径間世界最長」の座は譲った。）
- 関西国際空港連絡橋（大阪府） - 鉄道車道併用トラス橋として世界最長[41]。全長 3,750 m 。
- ルースキー島連絡橋 （ロシア連邦・東ボスフォル海峡） - 斜張橋として世界最長。 支間長1,104 m
- 蓬萊橋（静岡県島田市／大井川） - 木橋として世界最長。896 m 。ギネスブックに認定されている[42]。
- 夢吊橋（広島県） - 吊床版橋として世界最長。支間長 147.6 m 。
- 瀬戸大橋（岡山県・香川県） - 全長12.3 kmで、ギネスブックに「世界一長い道路鉄道併用橋」として認定されている。ただし、瀬戸大橋は南備讃瀬戸大橋や北備讃瀬戸大橋など6本の橋から成るものであり、ギネスではこれを1本の橋として認定している[41]。

「日本最長」の橋
- アクアブリッジ（千葉県） - 自動車の橋としては日本最長。4,384 m 。
- 明石海峡大橋（兵庫県） - （世界最長の橋を参照）
- 多々羅大橋（広島県・愛媛県） - 斜張橋として日本最長（中央支間長 890 m）。本州四国連絡橋尾道・今治ルートに掛かる橋。
- 広島空港大橋（広島県三原市） - 最大支間長380.0 mの日本最長のアーチ橋[43]。
- 関西国際空港連絡橋（大阪府） - （世界最長の橋を参照）
- 蓬萊橋（静岡県） - （世界最長の橋を参照）
- 第一北上川橋梁（岩手県） - 東北新幹線の橋梁で、鉄道橋として日本最長[41]。3,868 m。
- 長流川橋（北海道） - 高速道路の橋で日本最長。1,773 m 。
- 伊良部大橋（沖縄県）- 通行料無料の橋としては日本最長。3,540 m 。
- 箱根西麓・三島大吊橋（静岡県）- 歩行者専用の吊橋として日本最長。 400 m 。